# Unity Temple
Unity Temple est une église américaine située à Oak Park, dans le comté de Cook, dans l'Illinois. Dessinée par Frank Lloyd Wright, elle est inscrite au Registre national des lieux historiques depuis le 17 avril 1970 et est classée National Historic Landmark depuis le 30 décembre 1970. Depuis 2019, elle constitue avec d'autres réalisations de l'architecte un bien du patrimoine mondial appelé « Œuvres architecturales du XXe siècle de Frank Lloyd Wright ».